# اتین پیگیرال
اتین پیگیرال (فرانسوی: Étienne Piquiral‎; ۱۵ ژوئن ۱۹۰۱ – ۱۳ مارس ۱۹۴۵) بازیکن راگبی ۱۵ نفره اهل فرانسه بود.
وی در مسابقات کشوری و بین‌المللی در مجموع برندهٔ ۱ مدال نقره شده‌است.